# Let Me Live
Let Me Live är en låt av engelska rockbandet Queen. Låten är med på Queeens album Made In Heaven som släpptes fyra år efter Freddies bortgång. Låten finns med på Queens Greatest Hits III från 1999. Låten släpptes också som singel 1996.